# The Children's Investment Fund Management
The Children's Investment Fund Management (UK) LLP (TCI) es una empresa de gestión de fondos de cobertura con sede en Londres, fundada por Chris Hohn en 2003, que gestiona The Children's Investment Master Fund. TCI realiza inversiones a largo plazo en empresas de todo el mundo. La sociedad gestora está autorizada y regulada en el Reino Unido por la Financial Conduct Authority. Su sociedad de cartera es TCI Fund Management Limited, con sede en las Islas Caimán.
Al igual que la mayoría de los fondos de cobertura, TCI exige a los inversores que comprometan su capital por períodos de varios años. Este horizonte a largo plazo permite al fondo una mayor flexibilidad a la hora de negociar e invertir el capital, independientemente de cualquier posible limitación temporal ad hoc.

## Caridad
TCI deriva su nombre de una fundación benéfica llamada The Children's Investment Fund Foundation (CIFF), creada por Chris Hohn y su exmujer, Jamie Cooper-Hohn. En un ejemplo de "filantropía de riesgo", la CIFF recibió inicialmente una parte de los beneficios de TCI y otras donaciones. La CIFF se centra en mejorar la vida de los niños que viven en la pobreza en los países en desarrollo, y ha crecido hasta convertirse en una de las mayores organizaciones benéficas del Reino Unido. Tras sufrir unas pérdidas del 43% durante el año natural 2008, en julio de 2009 el ejercicio anterior había registrado un repunte de más del 70% en los beneficios e ingresos de TCI.
Mediante los cambios puestos en marcha en 2012, el fondo y la fundación se dividieron. El fondo ya no dona dinero a la fundación de forma contractual, aunque puede hacerlo de forma discrecional.

## Activismo inversor
TCI tiene fama de ser un accionista agresivo. TCI ha sido uno de los principales accionistas de la bolsa alemana Deutsche Börse, donde forzó la dimisión del director general después de que éste se negara a abandonar su plan de hacerse con la Bolsa de Londres.
En 2007, tras adquirir el 1% de las acciones del importante banco holandés ABN AMRO, TCI lideró un ataque en el que exigía que el banco se dividiera o se vendiera al mejor postor para producir valor para los accionistas. ABN se dividió finalmente y se vendió al Royal Bank of Scotland (RBS), a Fortis y al Banco Santander, y fue un factor importante que contribuyó a la caída tanto de RBS como de Fortis. En junio de 2007, TCI fracasó en su intento de conseguir que la empresa de servicios públicos japonesa J-Power, en la que había adquirido una participación del 10%, aumentara su dividendo. La junta general de accionistas rechazó la propuesta, lo que provocó una fuerte venta de acciones.[cita requerida]
En 2006, como accionista de Mittal Steel Company y Arcelor, TCI apoyó a Mittal Steel en la oferta de adquisición no solicitada de Arcelor.
TCI inició una acción legal contra el Gobierno de la India utilizando las disposiciones del tratado comercial bilateral entre el Reino Unido y la India en relación con la infravaloración del carbón por parte de la Coal India Limited, en la que TCI tiene una participación del 1%.
En 2008, la compañía ferroviaria estadounidense CSX ganó un juicio contra el Children's Investment Fund y 3G Capital Partners, otro fondo de cobertura, después de que los fondos anunciaran que habían adquirido alrededor del 20% de las acciones de CSX. TCI consiguió elegir a cuatro de sus cinco directores para el consejo de administración de CSX, pero las acciones de CSX cayeron cerca de un 50% tras la reunión. TCI se declaró vencida y vendió sus acciones, sacando a sus directores del consejo. Chris Hohn, el fundador de TCI, prometió abandonar el activismo de los accionistas como estrategia de inversión. Cuando el caso fue apelado, el juez dio un apoyo limitado a la conclusión original.
En 2008, la empresa sufría fuertes pérdidas, pero se recuperó muy bien y los activos gestionados se situaban, según se informa, en torno a los 6.000 millones de dólares. A finales de 2010, la empresa registró una pérdida del 80% de los beneficios como consecuencia de la reducción de los resultados de las inversiones. En 2020 el fondo de inversión libre gestionaba más de 30.000 millones de dólares. Registró una ganancia del 41% en 2019 después de haber ganado sólo un 0,9% en 2018.

## Premios
El fondo ganó el premio al Fondo de Cobertura Europeo del Año de Eurohedge en 2004, 2005, y en el 2013